# Aeródromo Tolquién
El Aeródromo Tolquién (OACI: SCAH) es un terminal aéreo ubicado en Tolquién (comuna de Curaco de Vélez) a 3 kilómetros al noreste de Achao, en la isla de Quinchao, Chiloé, Región de Los Lagos, Chile. Se trata de un aeródromo de carácter público.